# Radonmätning

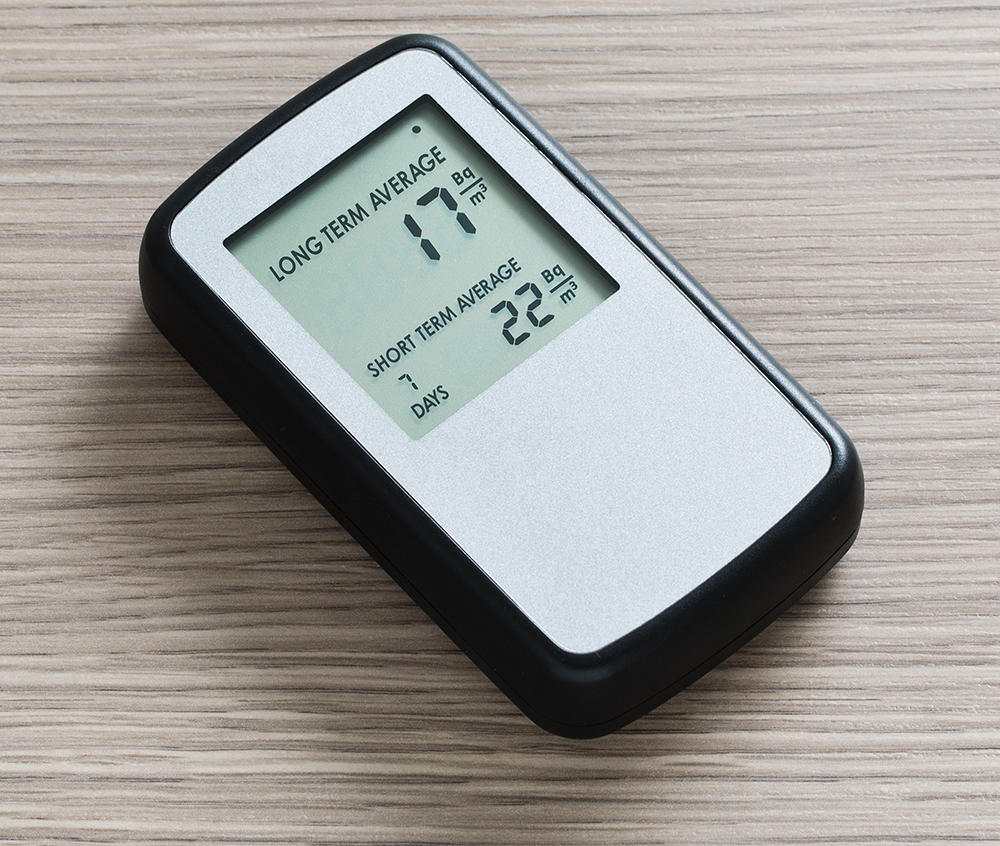
Mätdosa

En radonmätning görs för att se om det finns radon i ett hus, byggnad eller en lokal. Radonhalten mäts i Becquerel per kubikmeter inomhusluft (Bq/m3). I Sverige har Strålsäkerhetsmyndigheten satt en gräns för högsta radonhalt i inomhusmiljöer på 200 Bq/m3.
Enligt Folkhälsomyndigheten orsakar radon cirka 500 lungcancerfall i Sverige varje år.

## Mätning av radon
Att mäta är det enda sättet att ta reda på om det finns radon i ett hus, byggnad eller lokal. Det finns flera sätt att mäta radonhalten i inomhusluft. Den vanligaste sättet är med en särskild mätdosa, en så kallad spårfilmsdosa. Radonhalten bör mätas vid: 
- husköp
- husbygge
- renovering (om- eller tillbyggnation)
- ändring av ventilation- eller uppvärmningssystem
- om det har gått mer än 10 år sedan den senaste mätningen